# Ozothamnus conditus
Ozothamnus conditus là một loài thực vật có hoa trong họ Cúc. Loài này được (Wakef.) Anderb. mô tả khoa học đầu tiên năm 1991.